# Carl Reinhold von Krassow
Carl Reinhold von Krassow, född 15 april 1812 i Stralsund, död 13 februari 1892 på Pansevitz på ön Rügen, var en preussisk greve, ämbetsman och politiker. Han utgav en omfattande lärobok i naturlära.